# 뛰는 자 나는 자
"뛰는 자 나는 자"는 1986년에 개봉한 대한민국의 영화이다.

## 캐스팅
- 이혜영
- 전인택
- 길용우
- 김무생
- 홍성민
- 명희
- 안영아
- 박동룡
- 길달호
- 오희찬
- 윤일주
- 이예성
- 장철
- 김지영
- 박예숙
- 정지희
- 이석구
- 홍성연
- 이민
- 조학자
- 남성훈 (우정출연)